# MAC 1934
La MAC 1934 fue una ametralladora media francesa de la Segunda Guerra Mundial, calibre 7,5 mm, destinada principalmente a ser montada en aviones.

## Descripción general
En 1934 la Manufacture d'Armes de Châtellerault (Fábrica de Armas de Châtellerault, a menudo abreviado MAC) completó el desarrollo de la ametralladora MAC 1934 para reemplazar a la ametralladora Darne mod. 1933 que equipaba a los aviones del Armée de l'air. Esencialmente, era una versión con una cadencia aumentada de la MAC Modelo 1931, y usaba la misma munición 7,5 x 54 MAS. La MAC 34 era accionada por los gases del disparo y alimentada mediante tambores. Se introdujeron dos variantes, que compartían partes comunes:
- la type tourelle (modelo torreta), alimentada con cargadores de 100 cartuchos, era usada en montajes flexibles, la que generalmente se usaba con una mira reflectora Alkan 1935.
- la type aile (modelo alar) alimentada con tambores de 300 o 500 cartuchos, usada en montajes fijos.

La MAC 34 no podía montarse en el morro para sincronizarse con la hélice de los aviones, y era más cara de fabricar que otras armas de su tipo, pero era compacta y tenía una confiabilidad excelente.
Originalmente el Armée de l'Air prefería ametralladoras alimentadas por cargadores, pero finalmente aceptó el sistema de alimentación de la MAC 34 que requería recargas muy frecuentes del tirador, y era impráctica para montajes alares, lo que requirió el desarrollo de una variante alimentada por cinta. El arma resultante fue introducida en 1939, y designada como MAC 1934 M39. La ametralladora MAC 1934 equipó los aviones franceses desde 1935 hasta fines de la década de 1940. Al igual que otras ametralladoras que disparaban munición de fusil, la MAC 34 demostró ser muy ligera para el combate en la Segunda Guerra Mundial. Una debilidad de la MAC 34 era su operación a grandes alturas. A altitudes superiores a los 6000 m, el arma tenía tendencia a congelarse. En el Morane-Saulnier MS.406 C-1 se instalaron calentadores en las armas para permitir trabajar a grandes alturas. El Armée de l'Air tenía planes de utilizar varios tipos de ametralladoras pesadas en aviones, incluyendo una variante de 11 mm de la MAC 34, pero no pudo completarse debido al Armisticio.

### Fuente
- Esta obra contiene una traducción  derivada de «MAC 1934» de Wikipedia en inglés, publicada por sus editores bajo la Licencia de documentación libre de GNU y la Licencia Creative Commons Atribución-CompartirIgual 4.0 Internacional.

- Datos: Q2553817